# 노기주
노기주(魯璣柱, 일본식 이름: 江本正明에모토 마사아키, 1896년 2월 1일 ~ 1959년 7월 7일 평양 출생 )는 일제강점기의 친일 고등계 경찰이다

## 생애
평양 출신으로 평양고등보통학교 사범과를 졸업하고 교사로 근무하던 중, 1921년 경상북도 지역에서 경찰 생활을 시작했다. 평양고보의 일본인 교사로부터 추천을 받아 경북 위생과에서 경부보로 경력을 시작했으며, 이후 경주경찰서, 상주경찰서와 선산경찰서의 사법계에서 근무했다.
이때부터 많은 독립 운동가들을 검거 투옥시켰다. 대구경찰서와 경북경찰관학교, 경성부의 조선총독부 경찰관강습소에서 근무했고 경시로 승진하면서 1943년 경상남도 보안과장에 임명되었다가 광복을 맞았다. 일본 정부로부터 훈7등 훈장을 받은 바 있다.
광복 후에 미군정 하에서 경남 경찰차장, 경남 경찰청장을 지내는 등 계속 경찰 간부로 근무했다. 1946년 퇴직해 있다가 1949년 반민족행위특별조사위원회가 활동을 시작하면서 체포되어 공판을 받게 되었다.
노기주는 태평양 전쟁 중에는 경남 지역에서 순회 연설을 하며 징용과 징병을 강요하는 등 뼛속까지 철저하게 일본화된 것으로 평가 받았고, '오니게이부’(鬼警部, 귀경부)라는 별명이 붙었을 정도로 경북 일대에서 악명이 높았다는 주장이 있었다. 그러나 소문과는 달리 재판 과정에서는 당시 농림부장관이던 이종현이 그가 민족주의적인 인물이었다고 증언하는 등 우호적인 반론이 나왔다.
또한, 노기주가 평소 온순한 성격으로 민족 운동에 끼친 해가 없었다며 선처를 바라는 진정서도 연명으로 제출되었다. 반민특위가 해산되어 노기주도 풀려나면서 조사가 마무리되지 못하여, 고문 경찰 여부는 분명히 드러나지 않았다.
2002년 발표된 친일파 708인 명단과 2008년 공개된 민족문제연구소의 친일인명사전 수록예정자 명단에 포함되었으며 친일반민족행위진상규명위원회가 발표한 친일반민족행위 705인 명단에도 포함되었다.

## 참고자료
- 반민족행위특별조사위원회, 〈피의자신문조서 - 노기주〉 (제2회) (1949.2.21)